# Breitenstein (Basse-Autriche)
Pour les articles homonymes, voir Breitenstein.
Breitenstein est une commune autrichienne du district de Neunkirchen en Basse-Autriche.